# Светско првенство у пливању у малим базенима 2004.
Светско првенство у пливању у малим базенима 2004. (енгл. 7th FINA World Swimming Championships (25m)}) је било седмо по реду светско првенство у пливању у малим базенима (базени дужине 25 метара) одржано у организацији Међународне федерације водених спортова (тадашње FINA). Такмичење је одржано у периоду 7 — 11. октобра 2004, на монтажном базену спортске дворане Gainbridge Fieldhouse у Индијанаполису, у америчкој савезној држави Пенсилванији. На првенству је учествовало 502 такмичара из 94 земље, што је био и највећи број земаља учесница у доатадашњој историји светских првенстава у малим базенима. Такмичења су се, као и две године раније на првенству у Москви, одвијала у 40 дисциплина, по 20 у обе конкуренције.
Такмичење је остало упамћено по апсолутној доминацији пливача из Сједињених Држава и Аустралије.Пливачи домаће репрезентације Сједињених Држава су оборили рекорд са освојеном чак 41 медаљом, што је чинило трећину свих медаља додељњених на првенству. Од тога броја чак 21 медаља је била златног сјаја, чиме су Американци остварили апсолутни рекорд по броју освојених златних медаља на неком пливачком такмичењу. Репрезентативци Аустралије су у укупном збиру медаља заузели друго место са 29 медаља (од чега је 7 било златних), док су на трећем месту завршили такмичари из Велике Британије са 2 злата и 3 бронзе. Укупно је 20 земаља освајало медаље на овом такмичењу. На првенству су испливана укупно 4 нова светска рекорда.
Појединачно најуспешнији такмичар је била репрезентативка Аустралије Брук Хансон са освојених 6 титула светске првакиње. Домаћи такмичар Брендан Хансен је са 4 освојене златне медаље био прва звезда мушког пливања.
Пливачи из тадашње СР Југославије нису учествовали на овом шампионату.

## Освајачи медаља

### Мушкарци
| Дисциплина       |                                                                      | Резултат   |                                                                         | Резултат |                                                                         | Резултат |
| 50 м слободно    | Марк Фостер Велика Британија                                         | 21.58      | Стефан Нистранд Шведска                                                 | 21.66    | Ник Брунели Сједињене ДржавеНиколас Сантос Бразил                       | 21.71    |
| 100 м слободно   | Џејсон Лезак Сједињене Државе                                        | 47.97      | Салим Илес Алжир                                                        | 48.07    | Рик Сеј Канада                                                          | 48.38    |
| 200 м слободно   | Мајкл Фелпс Сједињене Државе                                         | 1:43.59    | Рик Сеј Канада                                                          | 1:44.39  | Рајан Локти Сједињене Државе                                            | 1:44.97  |
| 400 м слободно   | Јуриј Прилуков Русија                                                | 3:40.79    | Чад Карвин Сједињене Државе                                             | 3:43.77  | Џастин Мортимер Сједињене Државе                                        | 3:44.70  |
| 1500 м слободно  | Јуриј Прилуков Русија                                                | 14:39.16   | Симоне Ерколи Италија                                                   | 14:53.89 | Драгош Коман Румунија                                                   | 14:56.74 |
|                  |                                                                      |            |                                                                         |          |                                                                         |          |
| 50 м леђно       | Томас Рупрат Немачка                                                 | 23.51      | Метју Велш Аустралија                                                   | 23.60    | Питер Маршал Сједињене Државе                                           | 23.93    |
| 100 м леђно      | Арон Пирсол Сједињене Државе                                         | 50.72 РПр  | Метју Велш Аустралија                                                   | 51.04    | Томас Рупрат Немачка                                                    | 51.20    |
| 200 м леђно      | Арон Пирсол Сједињене Државе                                         | 1:50.52 СР | Метју Велш Аустралија                                                   | 1:52.54  | Аркадиј Вјатчањин Русија                                                | 1:54.20  |
|                  |                                                                      |            |                                                                         |          |                                                                         |          |
| 50 м прсно       | Брендан Хансен Сједињене Државе                                      | 26.86      | Брентон Рикард Аустралија                                               | 27.09    | Стефан Нистранд Шведска                                                 | 27.28    |
| 100 м прсно      | Брендан Хансен Сједињене Државе                                      | 58.45      | Брентон Рикард Аустралија                                               | 58.64    | Владислав Пољаков Казахстан                                             | 59.07    |
| 200 м прсно      | Брендан Хансен Сједињене Државе                                      | 2:04.98 CR | Брентон Рикард Аустралија                                               | 2:08.34  | Владислав Пољаков Казахстан                                             | 2:08.36  |
|                  |                                                                      |            |                                                                         |          |                                                                         |          |
| 50 м делфин      | Ијан Крокер Сједињене Државе                                         | 22.71 СР   | Марк Фостер Велика Британија                                            | 23.22    | Дује Драгања Хрватска                                                   | 23.26    |
| 100 м делфин     | Ијан Крокер Сједињене Државе                                         | 50.18 РПр  | Џејмс Хикман Велика Британија                                           | 51.13    | Петер Манкоч Словенија                                                  | 51.66    |
| 200 м делфин     | Џејмс Хикман Велика Британија                                        | 1:53.41    | Јоан Гергел Румунија                                                    | 1:54.06  | Ву Пенг Кина                                                            | 1:54.51  |
|                  |                                                                      |            |                                                                         |          |                                                                         |          |
| 100 м мешовито   | Петер Манкоч Словенија                                               | 52.66 РПр  | Томас Рупрат Немачка                                                    | 53.35    | Тијаго Переира Бразил                                                   | 53.75    |
| 200 м мешовито   | Тијаго Переира Бразил                                                | 1:55.78    | Рајан Локти Сједињене Државе                                            | 1:55.86  | Усама Мелули Тунис                                                      | 1:56.23  |
| 400 м мешовито   | Усама Мелули Тунис                                                   | 4:07.02    | Робин Френсис Велика Британија                                          | 4:08.06  | Ерик Шанто Сједињене Државе                                             | 4:08.94  |
|                  |                                                                      |            |                                                                         |          |                                                                         |          |
| 4×100 м слободно | Сједињене Државе Ник Брунели Нил Вокер Нејт Дусинг Џејсон Лезак      | 3:09.96    | Бразил Сезар Сјело Фиљо Тијаго Переира Кристијано Сантос Николас Сантос | 3:12.73  | Канада Мајк Минтенко Метју Роуз Адам Сјуи Рик Сеј                       | 3:13.62  |
| 4×200 м слободно | Сједињене Државе Рајан Локти Чад Карвин Ден Кетчам Џастин Мортимер   | 7:03.71    | Аустралија Николас Спренгер Ендрју Мјуинг Брендан Хјуџис Џошуа Крог     | 7:03.78  | Бразил Родриго Кастро Тијаго Переира Рафаел Моска Лукас Салата          | 7:06.64  |
| 4×100 м мешовито | Сједињене Државе Арон Пирсол Брендан Хансен Ијан Крокер Џејсон Лезак | 3:25.09 СР | Аустралија Метју Велш Брентон Рикард Ендрју Ричардс Ендрју Мјуинг       | 3:29.72  | Русија Аркадиј Вјатчањин Андреј Иванов Николај Скворцов Андреј Капралов | 3:32.11  |

### Жене
| Дисциплина       |                                                                            | Резултат   |                                                                           | Резултат |                                                                   | Резултат |
| 50 м слободно    | Марлен Велдхојс Холандија                                                  | 24.41      | Либи Лентон Аустралија                                                    | 24.54    | Тересе Алсхамар Шведска                                           | 24.63    |
| 100 м слободно   | Либи Лентон Аустралија                                                     | 52.67      | Јосефин Лилхаје Шведска                                                   | 53.56    | Марлен Велдхојс Холандија                                         | 53.88    |
| 200 м слободно   | Јосефин Лилхаје Шведска                                                    | 1:56.35    | Линдзи Бенко Сједињене Државе                                             | 1:56.48  | Дејна Волмер Сједињене Државе                                     | 1:58.05  |
| 400 м слободно   | Кејтлин Сандено Сједињене Државе                                           | 4:02.01    | Сара Макларти Сједињене Државе                                            | 4:04.49  | Сачико Јамада Јапан                                               | 4:04.64  |
| 800 м слободно   | Сачико Јамада Јапан                                                        | 8:18.21    | Кејт Циглер Сједињене Државе                                              | 8:20.55  | Мелиса Горман Аустралија                                          | 8:25.38  |
|                  |                                                                            |            |                                                                           |          |                                                                   |          |
| 50 м леђно       | Хејли Коуп Сједињене Државе                                                | 27.49      | Гао Чанг Кина                                                             | 27.55    | Софи Едингтон Аустралија                                          | 28.17    |
| 100 м леђно      | Хејли Коуп Сједињене Државе                                                | 59.03      | Гао Чанг Кина                                                             | 59.61    | Софи Едингтон Аустралија                                          | 59.64    |
| 200 м леђно      | Маргарет Хелцер Сједињене Државе                                           | 2:05.84    | Тејлаја Зимер Аустралија                                                  | 2:08.05  | Мелиса Инграм Нови Зеланд                                         | 2:08.54  |
|                  |                                                                            |            |                                                                           |          |                                                                   |          |
| 50 м прсно       | Брук Хансон Аустралија                                                     | 30.20      | Џејд Едмистоун Аустралија                                                 | 30.21    | Тара Кирк Сједињене Државе                                        | 30.61    |
| 100 м прсно      | Брук Хансон Аустралија                                                     | 1:05.36 CR | Џејд Едмистоун Аустралија                                                 | 1:05.97  | Тара Кирк Сједињене Државе                                        | 1:06.33  |
| 200 м прсно      | Брук Хансон Аустралија                                                     | 2:21.68    | Аманда Бирд Сједињене Државе                                              | 2:22.53  | Сара Кацулис Аустралија                                           | 2:22.97  |
|                  |                                                                            |            |                                                                           |          |                                                                   |          |
| 50 м делфин      | Џени Томпсон Сједињене Државе                                              | 25.89      | Ана Карин Камерлинг Шведска                                               | 26.02    | Либи Лентон Аустралија                                            | 26.53    |
| 100 м делфин     | Мартина Моравцова Словачка                                                 | 57.38      | Рејчел Комисарз Сједињене Државе                                          | 57.85    | Џени Томпсон Сједињене Државе                                     | 58.13    |
| 200 м делфин     | Кејтлин Сандено Сједињене Државе                                           | 2:06.95    | Мери Десенза Сједињене Државе                                             | 2:07.79  | Одри Лакроа Канада                                                | 2:08.35  |
|                  |                                                                            |            |                                                                           |          |                                                                   |          |
| 100 м мешовито   | Брук Хансон Аустралија                                                     | 1:00.01    | Шејн Риз Аустралија                                                       | 1:00.92  | Мартина Моравцова Словачка                                        | 1:00.95  |
| 200 м мешовито   | Брук Хансон Аустралија                                                     | 2:09.81    | Лара Керол Аустралија                                                     | 2:10.58  | Кејти Хоф Сједињене Државе                                        | 2:10.61  |
| 400 м мешовито   | Кејтлин Сандено Сједињене Државе                                           | 4:30.12    | Кејти Хоф Сједињене Државе                                                | 4:33.09  | Лара Керол Аустралија                                             | 4:35.46  |
|                  |                                                                            |            |                                                                           |          |                                                                   |          |
| 4×100 м слободно | Сједињене Државе Аманда Вир Кара Лин Џојс Линдзи Бенко Џени Томпсон        | 3:35.07    | Шведска Јосефин Лилхаје Ана Карин Камерлинг Јохана Шеберг Тересе Алсхамар | 3:35.83  | Аустралија Либи Лентон Лујза Томлинсон Дени Мјатке Шејн Риз       | 3:36.18  |
| 4×200 м слободно | Сједињене Државе Дејна Волмер Рејчел Комисарз Линдзи Бенко Кејтлин Сандено | 7:47.72    | Аустралија Либи Лентон Дени Мјатке Лујза Томлинсон Шејн Риз               | 7:51.39  | Шведска Ида Матсон Јохана Шеберг Јосефин Лилхаје Петра Гранлунд   | 7:54.39  |
| 4×100 м мешовито | Аустралија Софи Едингтон Брук Хансон Џесика Шипер Либи Лентон              | 3:54.95 СР | Сједињене Државе Хејли Коуп Тара Кирк Џени Томпсон Кара Лин Џојс          | 3:55.68  | Шведска Тересе Свендсен Сара Ларсон Јохана Шеберг Јосефин Лилхаје | 4:01.76  |

## Биланс медаља
| Позиција    | Држава           | Злато | Сребро | Бронза | Укупно |
| ----------- | ---------------- | ----- | ------ | ------ | ------ |
| 1           | Сједињене Државе | 21    | 10     | 10     | 41     |
| 2           | Аустралија       | 7     | 15     | 7      | 29     |
| 3           | Велика Британија | 2     | 3      | 0      | 5      |
| 4           | Русија           | 2     | 0      | 2      | 4      |
| 5           | Шведска          | 1     | 4      | 4      | 9      |
| 6           | Бразил           | 1     | 1      | 3      | 5      |
| 7           | Њемачка          | 1     | 1      | 1      | 3      |
| 8           | Јапан            | 1     | 0      | 1      | 2      |
| 8           | Холандија        | 1     | 0      | 1      | 2      |
| 8           | Тунис            | 1     | 0      | 1      | 2      |
| 8           | Словенија        | 1     | 0      | 1      | 2      |
| 8           | Словачка         | 1     | 0      | 1      | 2      |
| 13          | Кина             | 0     | 2      | 1      | 3      |
| 14          | Канада           | 0     | 1      | 3      | 4      |
| 15          | Румунија         | 0     | 1      | 1      | 2      |
| 16          | Алжир            | 0     | 1      | 0      | 1      |
| 16          | Италија          | 0     | 1      | 0      | 1      |
| 18          | Казахстан        | 0     | 0      | 2      | 2      |
| 19          | Хрватска         | 0     | 0      | 1      | 1      |
| 19          | Нови Зеланд      | 0     | 0      | 1      | 1      |
| Укупно (20) | Укупно (20)      | 40    | 40     | 41     | 121    |